# Natriumsalicylat
Natriumsalicylat är ett salt av natrium och salicylsyra med formeln NaC7H4O2OH.

## Framställning
Natriumsalicylat kan framställas genom att angripa metylsalicylat (C6H4(OH)COOCH3) med ett överskott av natriumhydroxid (NaOH) under värme.
{\displaystyle {\rm {C_{6}H_{4}(OH)COOCH_{3}+NaOH\rightarrow NaC_{6}H_{4}(OH)CO_{2}+CH_{3}OH}}}

## Användning
Natriumsalicylat används inom medicinen som smärtstillande och febernedsättande läkemedel. Det är ett icke-steroidt antiinflammatoriskt medel.
Användning av natriumsalicylat kan orsaka Reyes syndrom. Därför rekommenderas läkemedel baserade på salicylater inte till barn under 18 år.